# Кальчицька сільська рада
Кальчицька сільська рада — орган місцевого самоврядування Кальчицької сільської громади Маріупольського району Донецької області в Україні.

## Склад ради
Рада складалася з 20 депутатів та голови.

## Керівний склад сільської ради
| ПІБ                       | Основні відомості                                                                  | Дата обрання | Дата звільнення |
| ------------------------- | ---------------------------------------------------------------------------------- | ------------ | --------------- |
| Рибкіна Надія Анатоліївна | Сільський голова, 1965 року народження, освіта, член Соціалістичної партії України | 26.03.2006   | 31.10.2010      |
| Рибкіна Надія Анатоліївна | Сільський голова, 1965 року народження, освіта вища, член Партії регіонів          | 31.10.2010   |                 |

Примітка: таблиця складена за даними джерела